# José Florences Gili
José Florences Gili, conocido artísticamente como Prestidigitador de Reyes y Rey de Prestidigitadores o El Gran Florences (Tamarite de Litera, 15 de noviembre de 1872-Badajoz, 29 de junio de 1944) fue un ilusionista español, que creó juegos de prestidigitación rápidos, entre los que destaca el de manipulación de cigarrillos encendidos conocido como El cigarrillo eléctrico. Es considerado el primer manipulador español.

## Trayectoria
Nació en Tamarite de Litera y se trasladó luego a Barcelona. Su interés por la magia inició a los 13 años. Se casó en 1908 con Carmen Rodríguez Fernández, que se convirtió en su pareja artística bajo el nombre de Miss Selika.
Actuó en diferentes teatros de España y el mundo y estuvo algunas temporadas en Estados Unidos, además, se presentó ante los reyes de España, Italia o Bélgica, el Zar de Rusia y presidentes de los países que visitó.
Florences fue el primer prestidigitador de la historia en hacer magia con cigarrillos encendidos. En Su número más reconocido y que le dio fama fue El cigarrillo eléctrico, en el cual hacía aparecer en sus manos vacías cigarrillos encendidos.
Creó, en 1943, la Sociedad Española de Ilusionismo (SEI). Fue discípulo de Joaquín Partagás, y maestro de varios magos españoles entre ellos, José Jiménez Sevilla, más conocido como Frakson.
Florences publicó tres libros de tipo divulgativo sobre el arte del ilusionismo. Murió a los 72 años en un accidente de tránsito en Badajoz.

## Obra
- 1904 - Los secretos del genial Florences.[7]
- 1920 - El gran Florences.
- 1922 - Ciencias ocultas.

## Reconocimientos
En 1967, para recordar la memoria de Florences, algunos magos aragoneses propusieron a las asociaciones mágicas de España realizarle un homenaje en Tamarite de Litera. Con el apoyo de la Asociación Mágica Aragonesa, el Círculo Español de Artes Mágicas y la Sociedad Española de Ilusionismo, se realizó el 9 y 10 de septiembre de ese año. Dentro de la programación, se inauguró un monolito en la Plaza de España de Tamarite de Litera, diseñado y esculpido por el también ilusionista, Carlos Carlos Ferrer, más conocido como Baron de Carlos. Esta escultura, donde se le representa haciendo uno de sus juegos rápidos con monedas, es el único monumento dedicado a un mago en España y uno de los pocos en el mundo.
Desde el año 2000, se celebra anualmente en Tamarite de Litera, el Encuentro Nacional de Magos Florences Gili, que lleva su nombre en su honor y se creó como un homenaje para rescatar el que se le realizó en 1967. Se trata de un certamen no competitivo, donde se presentan magos e ilusionistas españoles. Este evento ha creado un paseo mágico, una especie de paseo de la fama, formado por placas dedicadas a destacados magos, la primera que se colocó corresponde a Florences.
Durante algunos años, el premio de la Asociación Mágica Aragonesa (AMA) recibió su nombre. También, se le ha dedicado una placa conmemorativa, que se exhibe en la fachada de su casa natal de Tamarite de Litera, lugar en el que además, una avenida es denominada con sus apellidos.